# اسامو شیمومورا
اسامو شیمومورا (به ژاپنی: 下村 脩) (زادهٔ ۲۷ اوت ۱۹۲۸) یک دانشمند در رشته شیمی آلی و زیست‌شناسی دریایی آمریکایی ژاپنی‌الاصل است. او جایزه نوبل شیمی سال ۲۰۰۸ را همراه با مارتین کلایف و راجر تسین به خاطر کشف و تولید پروتئین فلورسنت سبز دریافت کرد.

## جوایز
- Pearse Prize (۲۰۰۴)
- Emile Chamot Award (۲۰۰۵)
- جایزه اساهی (۲۰۰۶)
- جایزه نوبل شیمی (۲۰۰۸)